# Liste der Bodendenkmale in Limbach-Oberfrohna
In der Liste der Bodendenkmale in Limbach-Oberfrohna sind die Bodendenkmale der Stadt Limbach-Oberfrohna und ihrer Ortsteile nach dem Stand der Auflistung von Volkmar Geupel aus dem Jahr 1983 aufgelistet. Eventuelle Änderungen und Ergänzungen, insbesondere aus der Zeit nach der Wende, sind nicht berücksichtigt, da für Sachsen aktuell keine neueren allgemein zugänglichen Bodendenkmallisten vorliegen. Die Baudenkmale sind in der Liste der Kulturdenkmale in Limbach-Oberfrohna aufgeführt.
| Denkmal-ID | Fundart            | Ortsteil   | Bezeichnung                         | Zeitstellung    | Lage                                                                        | Bemerkungen | Bild |
| ---------- | ------------------ | ---------- | ----------------------------------- | --------------- | --------------------------------------------------------------------------- | --- | ---- |
| ?          | Befestigung > Wall | Bräunsdorf | „Bräunsdorfer Landgraben“           | Spätmittelalter | östlich des Orts im Waldstück Lehden, Flurgrenze zu Limbach-Oberfrohna      | 90 m langer Grenzgraben, Schutz seit 28. Oktober 1980 |      |
| ?          | Befestigung > Burg | Wolkenburg | Wehranlage „Schloss“, „Schlossberg“ | Mittelalter     | südöstlich im Ort auf einem Bergsporn in einer Schleife der Zwickauer Mulde | Höhenburg in Spornlage, durch Schloss überbaut und verändert, Graben und vorgelagerter Wall im Nordwesten und Westen erhalten, Zwinger im Nordosten, Schutz seit 15. Juli 1970 |      |